# Catocala tokui
Catocala tokui är en fjärilsart som beskrevs av Shigero Sugi 1976. Catocala tokui ingår i släktet Catocala och familjen nattflyn. Inga underarter finns listade i Catalogue of Life.